# Dendronephthya ehrenbergi
Dendronephthya ehrenbergi är en korallart som beskrevs av Kükenthal 1904. Dendronephthya ehrenbergi ingår i släktet Dendronephthya och familjen Nephtheidae. Inga underarter finns listade i Catalogue of Life.